# Aspicilia circularis
Aspicilia circularis är en lavart som först beskrevs av Hugo Magnusson och som fick sitt nu gällande namn av Alfred Oxner. 
Aspicilia circularis ingår i släktet Aspicilia och familjen Megasporaceae. Arten är reproducerande i Sverige.